# ريتشارد هايلاند
ريتشارد هايلاند (بالإنجليزية: Richard Hyland)‏ هو صحفي أمريكي، ولد في 26 يوليو 1900 في سان فرانسيسكو في الولايات المتحدة، وتوفي في 16 يوليو 1981 في Wawona, California ‏ في الولايات المتحدة.

## وصلات خارجية
- ريتشارد هايلاند عل موقع إسبنسكروم (الإنجليزية)
- ريتشارد هايلاند على موقع أوليمبيديا (الإنجليزية)